# Kinczel László
Kinczel László (Sajószentpéter, 1922. szeptember 9. – Esztergom, 1998. május 31.) labdarúgó, edző.

## Pályafutása

### Labdarúgóként
A kitűnő képességű és gyors játékos az NB. I-be rajtoló csapathoz 1945-ben igazolt, hogy aztán több, mint egy évtizeden át a Dorogi Bányász egyik kiválósága legyen. A kezdeti időkben csatárként, később hátravontabban, középpályás szerepkörben egyaránt játszott. Pályafutása során 234 bajnoki mérkőzésen erősítette a dorogi csapatot, 35  gólt szerzett. 1947 és 1949 között mindössze két évadot játszott a másodosztályban, ettől eltekintve végig a legmagasabb osztályban szerepelt. Azonban az NB. II-es szereplés is felejthetetlen élményekkel és sikerekkel szolgált. 1948-ban még hajszállal a Tatabánya mögött lemaradtak a feljutástól és ezüstérmet szereztek, valamint ugyan ebben az évben megnyerték a Bányász Kupát. Az 1949-es év az egyik legemlékezetesebb, miután bajnoki címet nyertek az NB. II-ben, valamint elhódítják a Bajnokok Bajnoka címet is. Kinczel elemében volt és fej-fej mellett csapattársával Klausz Józseffel 12 góljával az egyik legeredményesebb játékos lett, őket csak az örök dorogi gólzsák, Molnár József szárnyalta túl, aki 28 mérkőzésén 33-szor volt eredményes. A Bajnokok körmérkőzésén Kinczel parádézott. Jellemző volt az akkori dorogi fölényre, hogy egy nem mindennapi gólt is megengedett magának. A kiütéses 9:0-s győzelmet hozó BVSC elleni összecsapáson sokadszor hagyta faképnél az ellenfél védőit és egyedül húzott kapura, majd a kapust is kicselezte. Ekkor az extázisban lévő szurkolók  bekiabáltak neki, hogy fejelje be a labdát. Az önfeledten futballozó csatár vette a lapot és a gólvonalon leállított labdát lehasalva fejjel juttatta a hálóba. A több tízezres tömeg tombolt, a játékvezető azonban érvénytelenítette a találatot az ellenfél megszégyenítése miatt. Így 10 helyett, "csak" 9–0-ra nyerték a meccset. Részese volt a Népszava- és Felszabadulás Kupa-győzelmeknek, valamint négyszer nyerte a csapattal a Vidék Legjobbja címet. Utolsó éveiben többször szerepelt emberfogóként is. Hargitai Nándorral remekül értették meg egymást. A korabeli újságcikkek külön kiemelték kiváló állóképességét is. Az aktív játék befejezése után sok visszavonult csapattársával egyetemben, szinte állandó tagja volt a Dorogi Öregfiúk csapatának.

### Edzőként
Edzői képesítést szerzett, azonban trénerként korántsem termett annyi babér a számára, mint játékosként. Szerette volna sikeres edzőként is segíteni a dorogi egyesületet. Az 1960 – 1961-es évadban már a csapat vezetőedzője, de a dorogiak és ő is kudarcként élték meg a megszerzett 12. helyet. Noha manapság mit nem adnának Dorogon egy "szerény" 12. helyért az első osztályban, azonban akkor a dorogi labdarúgás leggyengébb eredményének számított és menet közben még a kiesés réme is fel-felreppent. Elsősorban a nagyon szerencsétlen bajnoki rajt nyomta rá bélyegét az egész idényre, amely gyakran görcsössé tette a gárdát. Azért szép emlékek is maradtak számára és egy sporttörténeti csemegének is részese lehetett. Nevezetesen, a Ferencvárosi TC ellen a kapus, Ilku István gólt szerzett. Ezen felül a Debreceni VSC elleni 5:2-es győzelem, valamint az akkor még mindig életveszélyes és világverő Budapest Honvéd legyőzése némi vigaszt jelenthetett a számára.
1965-ben a Lábatlani Cementgyár edzője volt. 1967-ben a Sárisápi Bányász edzőjének nevezték ki.

## Egyéb tevékenysége
Technikumi végzettséget szerzett a helyi Hell József Károly Bányagépészeti és Vegyigépészeti Technikumban, majd hosszú időn át a Dorogi Szénbányák dolgozója volt, mint művezető. Munkája elismeréseként többször vehette át a Kiváló Dolgozó kitüntetést.

## Családja
Házas volt. Leánya, Dr. Kinczel Ágota laboratóriumi szakos főorvos volt az esztergomi Vaszary Kolos Kórház központi laboratóriumában, majd a labor osztályvezető főorvosa lett. Ahogy Kinczel kiváló társa volt Hargitai Nándor a futballpályán, úgy lányaik pedig a kórházi vonalon voltak pályatársak és kiváló kollégák. Veje, Dr. Bajnóczy Barna kiváló vegyészmérnök volt. Többszörös nagyapa is volt.

## Érdekesség
Alig hetekkel halála előtt, 1998. május első hétvégéjén volt még egy fellépése a dorogi stadionban, ugyanis ebben az évben a dorogi klub vezetősége indítványozta, hogy a tavaszi első fordulótól kezdődően minden hazai bajnoki mérkőzés kezdőrúgását egy-egy régi neves dorogi játékos végezze el. Így került sor részvételére a Szeged elleni mérkőzésen, ahol az ő rúgásával indult útjára a labda.